# Brechen
Brechen är en kommun och ort i Landkreis Limburg-Weilburg i Regierungsbezirk Gießen i förbundslandet Hessen i Tyskland. Kommunen bildades 31 december 1971 genom en sammanslagning av de tidigare kommunerna Niederbrechen und Werschau. Oberbrechen uppgick i kommunen 1 juli 1974.